# 天主教霍馬-蒂博多教區
天主教霍馬-蒂博多教區（拉丁語：Dioecesis Humensis-Thibodensis）是美國一個羅馬天主教教區，屬新奧爾良總教區。成立於1977年3月2日。
範圍包括路易斯安那州南部，教座位於霍馬。2006年有教友120,691人（佔轄區總人口58.9%）、卅八個堂區、八十二名司鐸。現任教區主教森·雅各布斯。